# Gustaf Hagelin
Gustaf Wilhelm Hagelin, född 5 oktober 1897 i Lidköping, död 13 december 1983 i Falsterbo, var en svensk ryttare.
Han blev olympisk silvermedaljör i Paris 1924.
Gustaf Hagelin är begravd på Kvibergs kyrkogård i Göteborg.